# 장량초등학교
장량초등학교는 대한민국 경상북도 포항시 북구에 있는 공립 초등학교다.

## 학교 연혁
- 1995.09.01 설립 인가
- 1997.02.26 신축공사 30실, 부속실 20실 준공
- 1997.03.01 장량초등학교 개교(30학급 편성 1,214명)
- 2004.03.01 경상북도교육청 지정 시범학교 운영(정신건강)
- 2007.12.31 2007 독서교육활동 최우수상 수상(학교상)
- 2008.12.29 도서관 활용 우수학교 선정
- 2010.12.31 2010학년도 학교단위 자율수업 장학공모제 최우수상 수상
- 2011.12.27 학력관리 선도학교 및 컨설팅장학 우수교 선정
- 2012.03.01 특수학급 신설(1학급)
- 2013.02.14 2012 컨설팅장학 공모전 최우수기관 선정
- 2013.03.01 백경준 교장 취임
- 2013.03.01 3학급 증설(총 34학급 편성)
- 2014.03.01 2학급 증설(총 36학급 편성)
- 2015.03.01 2학급 증설(총 38학급 편성)
- 2016.9.1 권기복 교장 취임